# Obererbach (Nadrenia-Palatynat)
Obererbach – miejscowość i gmina w Niemczech, w kraju związkowym Nadrenia-Palatynat, w powiecie Westerwald, wchodzi w skład gminy związkowej Wallmerod.